# MTs 21-12
A MTs 21-12 (МЦ 21-12) é uma espingarda semiautomática soviética.

## História
A espingarda foi projetada entre 1956 e 1958 na TsKIB SOO, sendo a primeira espingarda semiautomática soviética. Em 1965, a espingarda recebeu a medalha de ouro da Feira de Leipzig.
A partir de 1965, a produção em série da espingarda começou na Fábrica de Armamentos de Tula. O preço de uma MTs 21-12 padrão era de 350 rublos, e as armas personalizadas eram mais caras.
Em fevereiro de 1981, uma mira de anel removível foi proposta para esta espingarda.. Em abril de 1981, o preço de uma MTs 21-12 padrão era de 335 rublos, e as armas personalizadas eram mais caras.
Em dezembro de 1988, a MTs 21-12 era a espingarda de caça semiautomática mais comum na União Soviética (a segunda era a Browning Auto-5), embora a TOZ-87 já tivesse começado a ser fabricada.
Após a queda da União Soviética, devido à crise econômica na Federação Russa na década de 1990, os preços das armas de fogo aumentaram. Em setembro de 1994, o custo de uma nova espingarda MTs 21-12 de série padrão passou de 480 mil rublos para 3,3 milhões de rublos.
Mais de 300.000 espingardas MTs 21-12 foram produzidas. Um número desconhecido de espingardas foi vendido no exterior.

## Projeto
A MTs 21-12 é uma espingarda de alma lisa.
O cano destacável é cromado e possui um estrangulador de 1 mm na extremidade da boca.
Possui coronha (com ou sem protetor de bochecha) e guarda-mão de nogueira.
Para o tiro, devem ser utilizados cartuchos de espingarda com estojos de papel ou plástico. Deve-se levar em consideração que a URSS produzia dois tipos diferentes de estojos plásticos de calibre 12, e para o tiro com a MTs 21-12, recomendava-se o uso de estojos plásticos com comprimento de 67,5 a 68 mm, fabricados de acordo com a norma GOST 23568-79.

## Variantes
- MTs 21 (МЦ 21) - a primeira versão foi produzida pela TsKIB SOO em pequenas quantidades por menos de uma década. Foi fabricada para calibres 12, 16 e 20.[10]
- MTs 21-12 (МЦ 21-12) - a versão principal de produção foi produzida pela Fábrica de Armamentos de Tula a partir de 1965 e foi calibrada apenas para cartuchos 12/70.[2][1][10]
- MTs 21-12P (МЦ 21-12П)[11]
- MTs 21-12R (МЦ 21-12Р) - MTs 21-12 com almofada de recuo de borracha na coronha.[7][3]
- MTs 22-12 (МЦ 22-12) - foi fabricada apenas para cartuchos 12/65mm, e apenas um protótipo foi feito em 1960.[12]
- TTs 22 (ТЦ 22) - próximo modelo

## Operadores
- União Soviética[4]
- Bielorrússia - é permitida como arma de caça civil.[13]
- Moldávia - é permitida como arma de caça civil.[14]
- Rússia - é permitida como arma de caça civil.[15]

## Exibições em museus
- A espingarda MTs 21-12 está na coleção do Museu de Armas do Estado de Tula, no Kremlin de Tula.[4]
- A espingarda MTs 21-12 está na coleção do Museu de Caça e Pesca em Moscou.[16]